# Mollia ulei
Mollia ulei là một loài thực vật có hoa trong họ Cẩm quỳ. Loài này được Karl Ewald Maximilian Burret mô tả khoa học đầu tiên năm 1926.

## Phân bố
Loài cây gỗ này có trong các khu rừng tại miền bắc Brasil, Guyana, Peru, Venezuela.